# Epicauta missionum
Epicauta missionum es una especie de coleóptero de la familia Meloidae.

## Distribución geográfica
Habita en Argentina.